# 大橋弘美
大橋 弘美（おおはし ひろみ、1961年5月28日 - ） は、日本の技術者。古河電気工業シニア・フェロー。元・電子情報通信学会エレクトロニクスソサイエティ会長。第25･26期日本学術会議会員。

## 人物・経歴
東京都出身。1985年（昭和60年）早稲田大学理工学部応用物理学科卒業、東京工業大学（のちの東京科学大学）電気電子物理学科入学。1987年（昭和62年）東京工業大学大学院電子物理専攻修士課程修了。同年日本電信電話入社、基礎研究所入所。光半導体素子の研究を行い、2007年（平成19年）には社会人大学院プログラムで東京工業大学大学院電気電子工学専攻博士課程を修了し、「光アクセスシステム用半導体レーザの研究」で博士の学位を取得した。
2013年（平成25年）東京工業大学精密工学研究所客員教授、IEEE Photonics Society Japan Chapter Chair。2014年（平成26年）NTTエレクトロニクス入社、電子情報通信学会エレクトロニクスソサイエティ運営委員会研究技術会議副会長。2016年（平成28年）電子情報通信学会エレクトロニクスソサイエティ会長。
2017年（平成29年）古河ファイテルオプティカルデバイス入社。2019年（平成31年）古河電気工業入社、古河ファイテルオプティカルデバイス技術統括部長。2020年（令和2年）古河電気工業情報通信ソリューション統括部門ファイテル製品事業部門フェロー兼古河ファイテルオプティカルデバイス技術統括部長、第25期日本学術会議会員。2022年（令和4年）古河電気工業シニア・フェロー・次世代フォトニクス事業創造プロジェクトチーム副チーム長。2023年（令和5年）第26期日術本学会議会員。